# Grange Blanche (metrostation)
Grange Blanche is een metrostation aan lijn D van de metro van Lyon, in het 3e en 8e arrondissement van de Franse stad. In Grange Blanche kan er overgestapt worden op de lijnen 2 en 5 van de tram van Lyon.
Tot 11 december 1992 is dit het eindstation van lijn D. Op die datum wordt een uitbreiding van de lijn tot metrostation Gare de Vénissieux geopend. Om de buurt van dit station bevindt zich het Hôpital Edouard-Herriot, het grootste ziekenhuis van de voormalige regio Rhône-Alpes.